# Amou
Amou ist eine französische Gemeinde im Département Landes in der Region Nouvelle-Aquitaine. Es liegt im äußersten Süden des Départements und hat 1555 Einwohner (Stand 1. Januar 2022). Es gehört zum Kanton Coteau de Chalosse innerhalb des Arrondissements Dax.

## Geografie
Amou liegt im Flusstal des Luy de Béarn, eines Quellflusses des Luy.

## Bevölkerung
| Jahr      | 1962  | 1968  | 1975  | 1982  | 1990  | 1999  | 2007  | 2017  |
| --------- | ----- | ----- | ----- | ----- | ----- | ----- | ----- | ----- |
| Einwohner | 1.400 | 1.455 | 1.427 | 1.462 | 1.481 | 1.452 | 1.583 | 1.540 |

## Sehenswürdigkeiten
- Historische Course Landaise-Arena
- Schloss Amou aus dem 17. Jahrhundert
- Kirche Saint-Pierre aus dem 12. Jahrhundert